# 卢珍圭
卢珍圭（韓語：노진규；1992年7月20日—2016年4月3日），是韩国一位男子短道速滑运动员。他是2011年世界短道速滑锦标赛全能冠军。他的姐姐卢善英是一名速度滑冰选手。
2016年因骨肉瘤去世。

## 职业生涯
2011年世界短道速滑锦标赛中，卢珍圭获得1000米、1500米和3000米三个单项金牌，并获得全能冠军。一周之后，他又率领韩国男子短道速滑队在华沙获得2011年世界短道速滑团体锦标赛团体金牌。